# Осово (Лядівська сільська рада)
О́сово (біл. вёска Осава) — село в складі Червенського району Мінської області, Білорусь. Село підпорядковане Лядівській сільській раді, розташоване в центральній частині області.